# Kopiec (Basse-Silésie)
Pour les articles homonymes, voir Kopiec.
Kopiec est une localité polonaise de la gmina de Zawonia, située dans le powiat de Trzebnica en voïvodie de Basse-Silésie.